# جزيرة عائمة (حلويات)
الجزيرة الطافية أو الجزيرة العائمة حلوى من أصل فرنسي وتتألف من المرينغ العائمة على الكريمة الإنجليزية ( كسترد الفانيليا ). يتم إعداد المرينغ عبر خفق بياض البيض مع السكر و الفانيليا ثم سلقها بسرعة. و يتم تحضير الكريمة الإنجليزية من صفار البيض والفانيليا والحليب الساخن.
هناك بعض الالتباس حول الاسم في المطبخ الفرنسي، فالمصطلح الفرنسي œufs à la neige ( "البيض في الثلج") و île flottante (جزيرة عائمة) يستخدمان أحيانا بالتبادل. الاسم الأخير هو مصدر الاسم باللغة الإنجليزية. الفرق بين هذين الطبقين هو أن île flottante غالبًا ما يكون مرنغًا كبيرًا مطبوخًا في ماري باين في الفرن وقد يحتوي على نكهات إضافية، في حين أن à la neige تكون عادةً عبارة عن غرفات أصغر حجماً مسلوقة في سائل على الموقد.  

## التحضير
الجزيرة العائمة تتكون من مرنغ يقدم في صلصة الكسترد اللبني. و بغية التنويع قد تستخدم بعض أنواع الصلصة الأكثر سمكًا، يتم تقديمها فوق الزلابية، ولكن عادةً ما يكون الكسترد رقيقاً وطافياً على فوق الزلابية.
أولاً يتم طهي الكسترد المصنوع من الحليب والسكر والفانيليا وصفار البيض لفترة قصيرة في ماري باين. يجب أن يكون الكسترد سميكًا بحيث يغطي الملعقة عند وضعها وسحبها منه.
ولصنع المرينغ يُخفق بياض البيض بالسكر ويُسكب في قالب أحياناً يكون مغطى بالسكر الكراميل  ثم يُطهى على البخار في الفرن. بمجرد طهي المرينغ وتبريده تُسكب الصلصة على طبق التقديم ويوضع المرينغ على الصلصة ليطفو. يمكن تقديم الطبق بدرجة حرارة الغرفة أو مبرد.

و كطريقة أخرى يمكن تشكيل بياض البيض باستخدام الملاعق وغليها بلطف في الحليب المحلى بنكهة الفانيليا. 

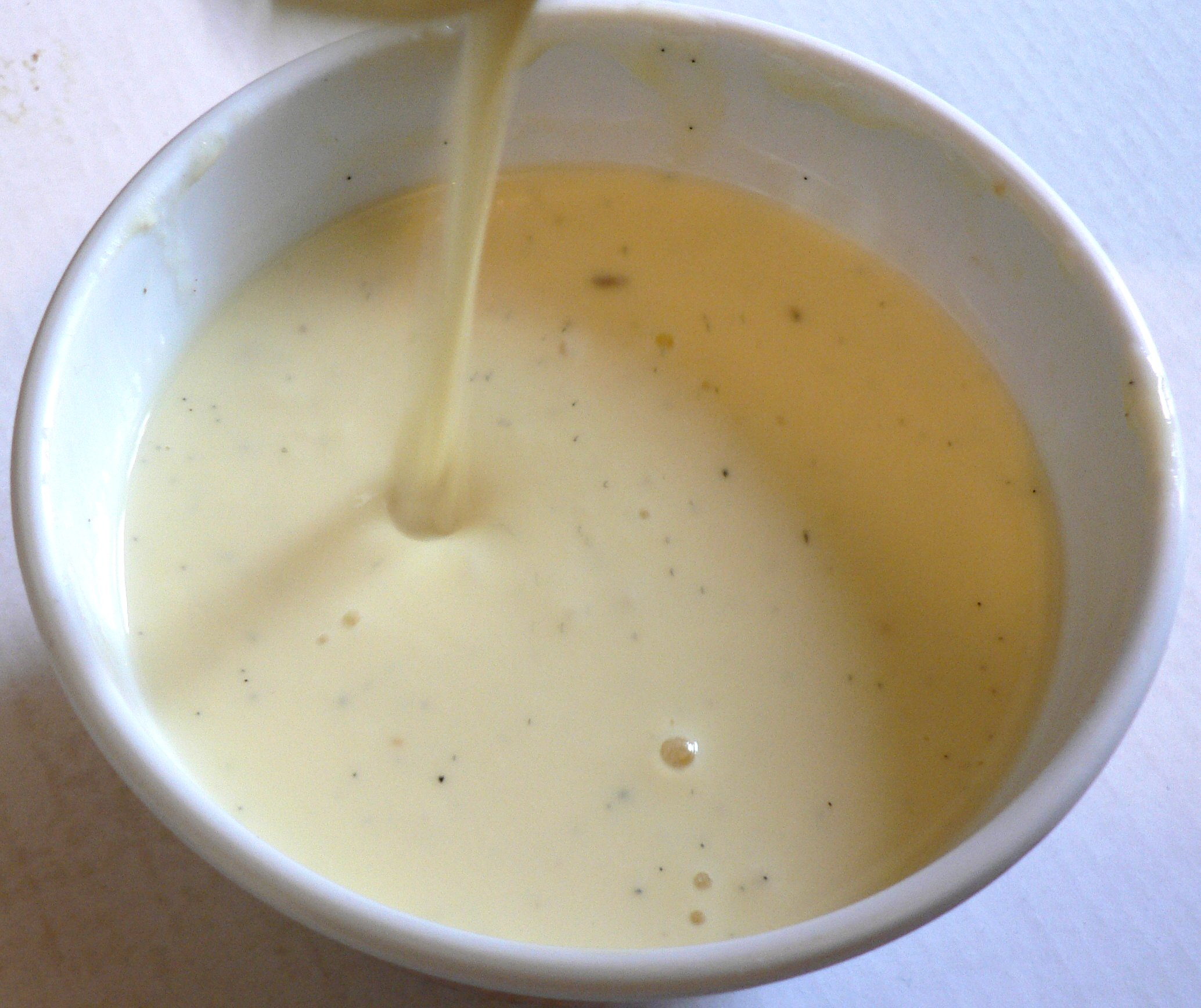
كريمةإنجليزية، تعتبر أساس حلوى الجزيرة العائمة

## في الثقافة
في فيلم Desk Set لعام 1957، قدمت كاثرين هيبورن بشخصية بوني واتسون حلوى الجزيرة العائمة لريتشارد سومنر بشخصية سبنسر تريسي.
في قصة جاك لندن The Apostate يعد الجزيرة العائمة طبقًا يحتذى بشكل شبه أسطوري لشخصية الطبقة العاملة.
في قصة نانسي درو The Hidden Staircase، يتم تقديم الجزيرة العائمة في Twin Elms.
في قصة الرعب الأمريكية كوفن، تعد الجزيرة العائمة واحدة من الحلويات المفضلة لميرتل سنو بعد فطيرة الليمون الرئيسية.

## روابط خارجية
- وصفات FranceThisWay نسخة محفوظة 1 مايو 2010 على موقع واي باك مشين.
- Schneenockerln recipe (بالألمانية)

- Šnenokle: Recipe (بالكرواتية) (بالصربية)
- Lapte de pasare cu vanilie (بالرومانية)
- Madártej: Recipe (بالمجرية)
- Ina Garten recipe